# Parthenopidae
Parthenopidae là một họ cua, được đặt trong siêu họ Parthenopoidea.

## Phân loại
Họ này gồm gần 40 chi, được chia thành hai phân họ, với ba chi incertae sedis:
Daldorfiinae Ng & Rodríguez, 1986
- Daldorfia Rathbun, 1904
- Niobafia S. H. Tan & Ng, 2007
- Olenorfia S. H. Tan & Ng, 2007
- Thyrolambrus Rathbun, 1894

Parthenopinae MacLeay, 1838
- †Acantholambrus Blow & Manning, 1996
- Agolambrus S. H. Tan & Ng, 2007
- Aulacolambrus Paul'son, 1875
- †Bittnerilia De Angeli & Garassino, 2003
- Celatopesia Chiong & Ng, 1998
- Certolambrus S. H. Tan & Ng, 2003
- Costalambrus S. H. Tan & Ng, 2007
- Cryptopodia H. Milne-Edwards, 1834
- Derilambrus S. H. Tan & Ng, 2007
- Distolambrus S. H. Tan & Ng, 2007
- Enoplolambrus A. Milne-Edwards, 1878
- Furtipodia S. H. Tan & Ng, 2003
- Garthambrus Ng, 1996
- Heterocrypta Stimpson, 1871
- Hispidolambrus McLay & S. H. Tan, 2009
- Hypolambrus S. H. Tan & Ng, 2007
- Lambrachaeus Alcock, 1895
- Latulambrus S. H. Tan & Ng, 2007
- Leiolambrus A. Milne-Edwards, 1878
- Mesorhoea Stimpson, 1871
- Mimilambrus Williams, 1979
- Neikolambrus S. H. Tan & Ng, 2003
- Nodolambrus S. H. Tan & Ng, 2007
- Ochtholambrus S. H. Tan & Ng, 2007
- Parthenope Weber, 1795
- Parthenopoides Miers, 1879
- Patulambrus S. H. Tan & Ng, 2007
- Piloslambrus S. H. Tan & Ng, 2007
- Platylambrus Stimpson, 1871
- Pseudolambrus Paul’son, 1875
- Rhinolambrus A. Milne-Edwards, 1878
- Solenolambrus Stimpson, 1871
- Spinolambrus S. H. Tan & Ng, 2007
- Tutankhamen Rathbun, 1925
- Velolambrus S. H. Tan & Ng, 2007
- Zarenkolambrus McLay & S. H. Tan, 2009

incertae sedis
- †Branchiolambrus Rathbun, 1908
- Lambrus Leach, 1815
- †Mesolambrus Müller & Collins, 1991